# Primera División de Venezuela 2000-01
El Torneo 2000-01 de la Primera División de Venezuela fue dividido en dos partes, la primera conocida como Copa Venezuela o Copa República Bolivariana de Venezuela fue llevada a cabo en el segundo semestre del 2000. Los equipos clasificados de esta primera etapa del Torneo pasaban a competir en el Torneo Nacional el cual fue llevado a cabo en el primer semestre del 2001.

## Equipos participantes
Los equipos participantes en la Temporada 2000-01 de la Primera División del Fútbol Venezolano fueron los siguientes:
| Grupo Occidental - Atlético El Vigía FC - Deportivo Táchira FC - Deportivo Trujillanos - Estudiantes FC - Nacional Táchira - Portuguesa FC - ULA FC - Zulianos FC |  | Grupo Oriental - Atlético Monagas - Carabobo FC - Caracas FC - Deportivo Galicia - Deportivo Italchacao - Llaneros de Guanare FC - Mineros de Guayana - UD Lara |

## Copa Bolivariana 2000
En la Copa Bolivariana 2000 Los equipos fueron divididos en dos grupos, Occidental y Oriental. Este torneo fue considerado como torneo de Primera División (Liga), y no como copa doméstica.

### Clasificación
Los 10 mejores equipos de ambos grupos en conjunto (basándose en la puntuación promedio de las Temporadas 1999/00 y 2000/01) clasificaron para el Torneo Nacional 2001.

#### Occidental
|   | Equipo                | PTS | JJ | JG | JE | JP | GF | GC | DG  |                      |
| - | --------------------- | --- | -- | -- | -- | -- | -- | -- | --- | -------------------- |
| 1 | Deportivo Táchira FC  | 26  | 14 | 8  | 2  | 4  | 16 | 6  | +10 | Torneo Nacional 2001 |
| 2 | ULA FC                | 24  | 14 | 7  | 3  | 4  | 23 | 14 | +9  | Torneo Nacional 2001 |
| 3 | Deportivo Trujillanos | 23  | 14 | 6  | 5  | 3  | 14 | 11 | +3  | Torneo Nacional 2001 |
| 4 | Estudiantes FC        | 22  | 14 | 6  | 4  | 4  | 25 | 15 | +10 | Torneo Nacional 2001 |
| 5 | Nacional Táchira      | 19  | 14 | 5  | 4  | 5  | 18 | 19 | -1  | Torneo Nacional 2001 |
| 6 | Atlético El Vigía FC  | 17  | 14 | 5  | 2  | 7  | 13 | 18 | -6  | Torneo Nacional 2001 |
| 7 | Portuguesa FC         | 14  | 14 | 3  | 5  | 6  | 13 | 21 | -8  |                      |
| 8 | Zulianos FC           | 9   | 14 | 2  | 3  | 9  | 12 | 30 | -18 |                      |

Leyenda: PTS (Puntos), JJ (Juegos jugados), JG (Juegos Ganados), JE (Juegos Empatados), JG (Juegos Perdidos), GF (Goles a Favor), GC (Goles en Contra), DG (Diferencia de Goles).

#### Oriental
|   | Equipo                 | PTS | JJ | JG | JE | JP | GF | GC | DG  |                      |
| - | ---------------------- | --- | -- | -- | -- | -- | -- | -- | --- | -------------------- |
| 1 | Caracas FC             | 27  | 14 | 7  | 6  | 1  | 30 | 15 | +15 | Torneo Nacional 2001 |
| 2 | Deportivo Italchacao   | 25  | 14 | 7  | 4  | 3  | 13 | 8  | +5  | Torneo Nacional 2001 |
| 3 | Carabobo FC            | 24  | 14 | 6  | 6  | 2  | 22 | 10 | +12 | Torneo Nacional 2001 |
| 4 | Mineros de Guayana     | 20  | 14 | 5  | 5  | 4  | 28 | 14 | +14 | Torneo Nacional 2001 |
| 5 | Deportivo Galicia      | 20  | 14 | 5  | 5  | 4  | 28 | 22 | +6  |                      |
| 6 | Atlético Monagas       | 20  | 14 | 5  | 5  | 4  | 19 | 17 | +2  |                      |
| 7 | Llaneros de Guanare FC | 9   | 14 | 2  | 3  | 9  | 18 | 40 | -22 |                      |
| 8 | UD Lara                | 4   | 14 | 0  | 4  | 10 | 5  | 37 | -32 |                      |

Leyenda: PTS (Puntos), JJ (Juegos jugados), JG (Juegos Ganados), JE (Juegos Empatados), JG (Juegos Perdidos), GF (Goles a Favor), GC (Goles en Contra), DG (Diferencia de Goles).

## Torneo Nacional 2001
Tras culminar la Copa Venezuela 2000 el Atlético El Vigía FC vendió su licencia al Monagas SC por lo que este último disputó el Torneo Nacional 2001

### Clasificación
|    | Equipo                | PTS | JJ | JG | JE | JP | GF | GC | DG  |                                |
| -- | --------------------- | --- | -- | -- | -- | -- | -- | -- | --- | ------------------------------ |
| 1  | Caracas FC            | 35  | 18 | 10 | 5  | 3  | 34 | 15 | +19 | Liguilla Pre Libertadores 2002 |
| 2  | Deportivo Trujillanos | 33  | 18 | 9  | 6  | 3  | 24 | 12 | +12 | Liguilla Pre Libertadores 2002 |
| 3  | Deportivo Italchacao  | 32  | 18 | 9  | 5  | 4  | 29 | 17 | +12 |                                |
| 4  | Estudiantes FC        | 29  | 18 | 8  | 5  | 5  | 30 | 23 | +7  |                                |
| 5  | Deportivo Táchira FC  | 27  | 18 | 7  | 6  | 5  | 13 | 11 | +3  |                                |
| 6  | Nacional Táchira      | 21  | 18 | 6  | 3  | 9  | 22 | 26 | -4  |                                |
| 7  | Mineros de Guayana    | 19  | 18 | 5  | 4  | 9  | 20 | 28 | -8  |                                |
| 8  | ULA FC                | 18  | 18 | 5  | 3  | 10 | 17 | 33 | -16 |                                |
| 9  | Monagas SC            | 17  | 18 | 4  | 5  | 9  | 21 | 35 | -14 | Promoción                      |
| 10 | Carabobo FC           | 15  | 18 | 3  | 6  | 9  | 14 | 24 | -10 | Descenso                       |

Leyenda: PTS (Puntos), JJ (Juegos jugados), JG (Juegos Ganados), JE (Juegos Empatados), JG (Juegos Perdidos), GF (Goles a Favor), GC (Goles en Contra), DG (Diferencia de Goles).
Caracas FC

Campeón

### Goleador
| Jugador | Jugador              | Jugador         | Goles | Equipo                |
| ------- | -------------------- | --------------- | ----- | --------------------- |
| 1       | Bandera de Argentina | Martín Brignani | 12    | Estudiantes de Mérida |